# Statens revisionsverk
Statens revisionsverk (SRV, finska: Valtiontalouden tarkastusvirasto, VTV) är en finländsk myndighet med uppgift att granska lagligheten av och ändamålsenligheten i statsfinanserna samt iakttagandet av statsbudgeten. Revisionsverket är en oavhängig myndighet under Riksdagen.
Revisionsverket har rätt att granska bland annat statliga myndigheter, affärsverk och fonder, bolag i vilka staten har röstmajoritet eller liknande ställning, samfund som får understöd av staten samt banker som sköter statens betalningsrörelse. Bland de granskade finns bland annat parti- och valfinansieringen. Granskningsberättelsen skickas till kännedom och åtgärder till den granskade, till berört ministerium, till Finansministeriet och till Riksdagens revisionsutskott. Revisionsverket skickar också sin verksamhetsberättelse till riksdagen.